# Баскська мова
Ба́скська, баскі́йська, баско́нська або ба́ська мо́ва (euskara) — мова басків, що живуть в Іспанії, Франції та частково в Південній Америці. У генеалогічній класифікації розглядається як ізольована мова. Гіпотетично пов'язана з вимерлою іберійською мовою.

## Історія
Найдавніша пам'ятка писемності — книга Дечепарре «Начала мови басків» (1545).
Великий інтерес європейських вчених до вивчення мови басків завершився заснуванням у XX столітті Академії баскської мови. Після проголошення автономії Країни Басків (1 жовтня 1936 року) баскська мова була запроваджена у школах, нею друкувалась художня та публіцистична література.

Відсоток баскомовних в Іспанії та Франції за муніципалітетами

Баскська мова — єдине живе продовження доіндоєвропейського мовного середовища на крайньому Заході Європи. Оточена тепер звідусіль романськими мовами, баскська, очевидно, є залишком колись ширшої мовної родини. Носієм цієї мови є своєрідний народ з виразною відмінністю від усіх сусідів навіть на генному рівні (55 % басків мають негативний резус-фактор), що недвозначно свідчить про те, що «баски є залишком первісного населення Європи, яке згодом змішалося з прибульцями з Азії» (Л. Каваллі-Сфорца).
Відома з коротких написів на каменях аквітанська мова, поширена від III ст. до н. е. до III ст. н. е. на північ від Піренеїв у теперішній Гасконі, вважається можливим предком баскської через велику подібність до її загальних імен назв аквітанських племен, імен осіб і божеств (наприклад, Nesca, Cisson відповідають баск. neska «дівчина», gizon «чоловік» тощо). Досі гасконські говірки окситанської мови на півдні Франції виявляють сліди помітного баскського впливу.
Упродовж історії баски були неодмінними й рівноправними учасниками європейського цивілізаційного процесу. Хоча писемні пам'ятки баскською мовою відомі лише з XVI ст., майже водночас було започатковане і їхнє книгодрукування: твір Б. Ечепаре «Елементи баскської мови» вийшов із друку 1545 р., здійснений Лейсаррагою повний переклад Нового Завіту  — 1571 р., релігійно-філософський твір Ашулара «Ґеро» («Опісля») — 1643 р.
У 1939 році уряд Франко заборонив друкування будь-яких видань і книжок баскською мовою.
У сучасній Європі баскська мова (euskara) є, поряд з іспанською, від 1980 р. офіційною мовою Країни Басків — автономної області Іспанії. Давніший діалектний баскомовний ареал зберігається й на півночі провінції Наварра (див. Мови Іспанії). У прилеглих з півночі районах південно-західної Франції баскська є мовою хатнього спілкування (поряд із французькою). Загальна кількість мовців — до 1 млн, у тому числі бл. 200 тис. емігрантів у Латинській Америці.

## Характеристика
В основі літературної мови лежить західний діалект (говірка Більбао). Має багату систему звуків. Граматичний рід відсутній. Відмінкові закінчення утворюються різноманітними суфіксальними частками. Дієслово має два часи (теперішній і минулий) та три способи (дійсний, наказовий, бажаний). Синтаксис складний, перехідне дієслово має ергативну конструкцію в реченні (підмет виражається непрямим відмінком). Абетка — латинська.
Фонологічна система нескладна: 5 голосних, серед приголосних — цікаві протиставлення свистячих, шиплячих та проміжних між ними асимільованих. У кінцевих позиціях звуки k, t мають в окремих мовців відчутну абруптивну артикуляцію — як у кавказьких мовах. За морфологічним типом баскська мова належить до аглютинативних, має багатющі можливості конверсій і трансформацій. Допоміжні дієслова «бути» й «мати» — багатоособові, повна їхня парадигма налічує по кілька тисяч особових форм. За контенсивною типологією баскська мова ергативна, але частина дієслівних форм минулого часу має номінативну структуру. Характерна двадцяткова система лічби. Система вказівних займенників — тричленна: ближчий, дальший, найдальший — hau, hori, hura. Усі названі морфологічні риси баскської мовної системи мають прямі аналогії в кавказьких мовах, що дає підстави відносити баскську мову до так званої сино-кавказької макросім'ї мов.[джерело?]
До української мови з баскської запозичені слова: багнет (від назви міста Байони), а також більярд і анчоус.

## Ортографія
Баскська абетка базується на латиниці та складається з таких 27 літер:
Aa Bb Cc Dd Ee Ff Gg Hh Ii Jj Kk Ll Mm Nn Ññ Oo Pp Qq Rr Ss Tt Uu Vv Ww Xx Yy Zz
Літери Cc, Qq, Vv, Ww, Yy використовуються лише для написання іншомовних слів. Існує також 7 диграфів: dd, ll, rr, ts, tt, tx, tz.
Ортографічні норми сучасної літературної баскської мови (euskara batua) були введені у 1968 році Академією баскської мови. Баскська ортографія базується на фонематичному принципі: кожна літера (або диграф) позначає одну фонему (є декілька винятків).
| Графема | Фонема             | Вимова                                                                 | Приклад                                       |
| ------- | ------------------ | ---------------------------------------------------------------------- | --------------------------------------------- |
| a       | /a/                | як українське а                                                        | anaia [anaʝa] «брат»                          |
| b       | /b/                | як українське б; як іспанське b у слові abajo                          | beltz [belʦ̻] «чорний»; labe [laβe] «піч»      |
| d       | /d/                | як українське д; як іспанське d у слові adiós                          | diru [diɾu] «гроші»; uda [uða] «літо»         |
| dd      | /ɟ/                | нагадує українське д у слові дятел                                     | onddo [oɲɟo] «гриб»                           |
| e       | /e/                | як українське е, але більш закрите                                     | erre [ere] «горіти»                           |
| f       | /f/                | як українське ф                                                        | familia [familia] «сім'я»                     |
| g       | /g/                | як українське ґ; як іспанське g у слові pagar                          | gaur [gau̯r] «сьогодні»; egun [eɣun] «день»    |
| h       | Ø, /h/             | не вимовляється або як англійське h у слові hot                        | hiru [iɾu] «три»                              |
| i       | /i/                | як українське і                                                        | itxi [iʧi] «зачиняти»                         |
| j       | /ʝ/, /j/, /x/, /ɟ/ | вимовляється по-різному, в залежності від діалекту                     | jan [ʝan], [xan] тощо «їсти»                  |
| k       | /k/                | як українське к                                                        | katu [katu] «кіт»                             |
| l       | /l/                | як іспанське чи французьке l                                           | lore [loɾe] «квітка»                          |
| ll      | /ʎ/                | як італійське gli у слові figlio або португальське lh у слові olho     | llollo [ʎoʎo] «плевел»                        |
| m       | /m/                | як українське м                                                        | mesedez [mes̺eðes̻] «будь ласка»                |
| n       | /n/                | як українське н                                                        | neska [nes̺ka] «дівчина»                       |
| ñ       | /ɲ/                | як іспанське ñ у слові niño                                            | andereño [andeɾeɲo] «панночка, сеньйорита»    |
| o       | /o/                | як українське о, але більш закрите                                     | otso [oʦ̺o] «вовк»                             |
| p       | /p/                | як українське п                                                        | piper [piper] «перець»                        |
| r       | /ɾ/, /r/           | між голосними як іспанське r у слові toro, в інших позиціях — як rr    | zuri [s̻uɾi] «білий»; sartu [s̺artu] «заходити» |
| rr      | /r/                | як іспанське rr у слові corrida                                        | arrosa [aros̺a] «троянда»                      |
| s       | /s̺/                | як іспанське s у слові mesa (так, як його вимовляють у Кастилії)       | saski [s̺as̺ki] «кошик»                         |
| t       | /t/                | як українське т                                                        | tentel [tentel] «дурний»                      |
| ts      | /ʦ̺/                | щось середнє між українським ц у слові цар і українським ч у слові чай | etsai [eʦ̺aɪ̯] «ворог»                          |
| tt      | /c/                | нагадує українське т у слові тяга                                      | ttipi [cipi] «маленький»                      |
| tx      | /ʧ/                | як українське ч у слові вночі                                          | etxe [eʧe] «дім»                              |
| tz      | /ʦ̻/                | як українське ц у слові цар                                            | atzo [aʦ̻o] «учора»                            |
| u       | /u/                | як українське у                                                        | urruti [uruti] «далеко»                       |
| x       | /ʃ/                | як українське ш у слові гроші                                          | xaboi [ʃaβoɪ̯] «мило»                          |
| z       | /s̻/                | як українське с                                                        | zezen [s̻es̻en] «бугай»                         |

Фонема /n/ має алофони [m], [ŋ], [ŋ], що зустрічаються в позиції перед губними, велярними та палатальними приголосними відповідно: enbor [embor] «стовбур», hango [aŋgo] «звідти», onddo [oɲɟo] «гриб».
Баскській мові властива прогресивна асиміляція, за якої передньоязичні приголосні стають палатальними після /i/ або після дифтонгу, другим елементом якого є напівголосний [ɪ̯]. Найпоширенішою є палаталізація плавних /n, l/: hileta [iʎeta] «похорон», baina [baɲa] «але». У більшості говорів палаталізація відбувається лише в позиції між голосними, тому mutil [mutil] «хлопець». Також палаталізація не відбувається у нещодавно запозичених словах: kasino [kas̺ino], kilometro [kilometro]. Обмеженіша територіально палаталізація /t/: menditik [mendicik] «з гори» (деякі говірки Біскаї, Гіпускоа та захід Наварри). Зустрічається палаталізація сибілянтів: isildu [iʃildu] «мовчати», itsaso [iʧas̺o] «море». Говори Лапурді та Нижньої Наварри прогресивна асиміляція не властива.

## Фонетика баскської мови

### Приголосні
|             |             |            | Губні      | Губні | Зубні | Альвеолярні | Альвеолярні | Постальвеолярні | Палатальні | Велярні | Глоткові |
| Губно-губні | Губно-зубні | Апікальні  | Ламінальні |       | Зубні |             |             | Постальвеолярні | Палатальні | Велярні | Глоткові |
| ----------- | ----------- | ---------- | ---------- | ----- | ----- | ----------- | ----------- | --------------- | ---------- | ------- | -------- |
| Шумні       | Проривні    | Дзвінкі    | b1         |       | d1    |             |             |                 | ɟ2         | g1      |          |
| Шумні       | Проривні    | Глухі      | p          |       | t     |             |             |                 | c2         | k       |          |
| Шумні       | Щілинні     | Щілинні    |            | f3    |       | s̺4          | s̻4          | ʃ4              | ʝ~x5       | ʝ~x5    | (h)6     |
| Шумні       | Африкати    | Африкати   |            |       |       | ʦ̺4          | ʦ̻4          | ʧ4              |            |         |          |
| Сонорні     | Носові      | Носові     | m          |       |       | n           |             |                 | ɲ          |         |          |
| Сонорні     | Латеральні  | Латеральні |            |       |       | l           |             |                 | ʎ          |         |          |
| Сонорні     | Дрижачі     | Дрижачі    |            |       |       | r7          |             |                 |            |         |          |
| Сонорні     | Одноударні  | Одноударні |            |       |       | ɾ7          |             |                 |            |         |          |

1. ↑  Зазвичай дзвінкі проривні /b, d, g/ у багатьох позиціях (наприклад, між голосними) реалізуються як апроксиманти [β, ð, ɣ], як в іспанській мові.
2. ↑  Палатальні проривні /ɟ, c/ наявні не у всіх діалектах.
3. ↑  Губний спірант f є порівняно новим у Баскській мові і переважно зустрічається в словах іноземного походження.
4. ↑  Однією з цікавих особливостей Баскської мови є те, що у ній розрізняються три ряди сибілянтів: апікально-альвеолярний /s̺/, ламінально-альвеолярний /s̻/ і постальвеолярний /ʃ/. Цим трьом щілинним відповідають три африкати /ʦ̺, ʦ̻, ʧ/. Апікально-альвеолярні приголосні утворюються, коли кінчик язика доторкається до ясен, ламінально-альвеолярні ж приголосні утворюються, коли передня частина язика доторкається до ясен. Водночас біскайський діалект та деякі ґіпускоанські говірки не розрізняють апікальні та ламінальні приголосні. У цих діалектах /s̺/ і /s̻/ зазвичай зливаються у /s̺/, а /ʦ̺/ і /ʦ̻/ — у /ʦ̻/. Однак раніше ці приголосні розрізнялися і в цих діалектах.
5. ↑  Фонема, що позначається літерою j, реалізується по-різному у різних діалектах:
  - палатальний сонант [j] чи дзвінкий палатальний спірант [ʝ] (така вимова є первинною з історичної точки зору і рекомендованою Академією Баскської мови);
  - дзвінкий палатальний проривний [ɟ];
  - дзвінка постальвеолярна африката [d͡ʒ];
  - дзвінкий постальвеолярний щілинний [ʒ];
  - глухий постальвеолярний щілинний [ʃ];
  - глухий велярний щілинний [x] (така вимова характерна для провінції Гіпускоа та суміжних областей Біскаї та Наварри).
6. ↑  Глотковий (фарингальний) /h/ не вимовляється в іспанській Країні Басків і (віднедавна) у береговій смузі французької Країни Басків.
7. ↑  Різниця між /r/ і /ɾ/ є фонематичною у позиції між голосними: пор. ere /eɾe/ «також» і erre /ere/ «горіти». У французькій Країні Басків одна з цих фонем (або й обидві) зараз переважно вимовляється як увулярний [ʀ], однак раніше обидві мали альвеолярну артикуляцію.

### Голосні
Система голосних баскської мови подібна до іспанської: є п'ять голосних /a, e, i, o, u/. Діалект французької провінції Субероа, окрім цього, має огублений голосний переднього ряду високого підняття /y/ (орфографічно ü) та ряд носових голосних. Крім того, є шість дифтонгів:
| Дифтонг | Приклад                           |
| ------- | --------------------------------- |
| /ai̯/    | haize [ai̯s̻e] «вітер»              |
| /ei̯/    | hodei [oðei̯] «хмара»              |
| /oi̯/    | goizean [goi̯s̻ean] «зранку»        |
| /ui̯/    | eskuin [es̺kui̯n] «правий»          |
| /au̯/    | lau [lau̯] «чотири»                |
| /eu̯/    | euskara [eu̯s̺kaɾa] «баскська мова» |

### Наголос
Наголос у різних баскських діалектах відрізняється як за акустичною ознакою (музичний або динамічний), так і за позицією у слові. Часто навіть у говірках сусідніх містечок є акцентуаційні відмінності. Через це наголос не позначається на письмі. Академія Баскської мови лише подає загальні рекомендації щодо розміщення наголосу: основний наголос на другому складі від початку слова і додатковий наголос на останньому складі у словах, що складаються з більш ніж двох складів: egin [eˈɣin] «робити» gara [gaˈɾa] «ми є», ikusi, [iˈkuˌs̺i] «бачити», emakume [eˈmakuˌme] «жінка»; у формах множини іменників наголос падає на перший склад: gizonak [ˈgis̻onak] «чоловіки».

## Культура
Баскомовні гурти: Berri Txarrak, Haizea, Ken Zazpi.

## Цитати
|  | Запаморочлива давність баскської мови, її живий прорив з глибини тисячоліть, сама її присутність у нашому сучасному світі, жива пульсація цього стародавнього лінгвістичного організму, – ось що робить баскську мову не лише науковою й загальнокультурною спадщиною, яку не можна замінити ніякими пам’ятками археології, антропології чи давньої писемності, – її не можна замінити геть нічим. Ю.В.Зицар, російський басколог. |